# Cohuna
Cohuna (2 863 habitants) est une ville du nord de l'État de Victoria à 274 km au nord de Melbourne sur la Murray Valley Highway et la Gunbower Creek. Son économie repose sur l'élevage de vaches laitières

## Référence
- Statistiques sur Cohuna.